# Skakel
Skakel, skackel, även kallad skalm eller tidigare fimmelstång, är en stång av trä eller metall som sitter fästad vid ett fordon för anspänning av en dragare. Dragdjuret placeras mellan två skaklar som fästs vid selens däckelgjord med en rem eller så kallad selpinne. Med skaklarna hålls fordonet igen, till exempel i utförsbacke. Om man inte använder linor till selen, dras fordonet uteslutande med skaklarna.
Om man spänner två eller flera dragdjur för ett fordon eller redskap används inte skaklar utan en tistelstång som löper mellan dragdjursparet som går närmast fordonet.
Skakel för en vagn eller släde kallades tidigare även för fimmelstång som är ett baltiskt lånord.
Adjektivet skakkel är ett äldre uttryck för en häst som inte tål att benen vidrörs av skakeln.
Med uttrycket "att hoppa över skaklarna" menas att göra snedsprång eller att släppa sig lös på ett otillbörligt sätt. Uttrycket är känt sedan 1642 då läkaren Andreas Sparman i sin hälsoskrift "Sundhetzens speghel" framhöll: Man skall de affekter som utom förnuftets skaklar vilja skena, fast hålla.